# Tomás Peña Fernández
Tomás Washington Peña Fernández (La Serena, 28 de marzo de 1899–Santiago, 1987) fue un médico, alcalde, regidor de la ciudad-puerto de Coquimbo, fundador del Partido Socialista en la zona y padre del músico Jorge Peña Hen.

## Biografía
Dio inicio a su carrera profesional el año 1923, generando como iniciativa propia los servicios asistenciales del Seguro Obrero Obligatorio de Coquimbo. En un comienzo el servicio no contaba con un local de atención, por lo que Peña tuvo que atender a los pacientes en su propio domicilio con la ayuda de su pareja, Vitalia Hen. Tras pasar por varias instalaciones provisorias, finalmente se construyeron las dependencias definitivas en calle Bilbao, entre Aldunate y Melgarejo. El Consultorio del Seguro Obrero desde sus comienzos se enfocaba en la atención de la población rural, estableciendo postas en diferentes lugares de la comuna.
En 1927 Tomas Peña contrae matrimonio con Vitalia Hen Muñoz. La pareja tiene tres hijos: Jorge Washington, Rubén y Silvia. En 1929 ya se encontraba trabajando en el antiguo hospital San Pablo de Coquimbo.
Además de su vocación de médico, también participó en la administración pública, siendo designado alcalde de Coquimbo a partir del 5 de agosto de 1931 luego de la renuncia de Guillermo Valenzuela Tejada, y en dicho cargo tuvo que interceder en la sublevación de la Escuadra y el posterior combate aeronaval del mismo año; le sucedería luego su colega del hospital San Pablo, el también médico Jerónimo Méndez.
Vuelve a ser designado alcalde durante la República Socialista en junio de 1932. En 1933 marca un hito al fundar el Partido Socialista Marxista en la entonces provincia de Coquimbo.
En 1938 viaja con su familia a Francia para seguir un curso de especialización en la hospital de maternidad Baudelocque de París (Hôpital Cochin), establecimiento especializado en obstetricia y ginecología. Al volver a Chile, la familia se instala en Santiago, y en 1939 fue nombrado jefe de sección del Seguro Obrero. en 1940 ocupa el cargo de director de la oficina de perfeccionamiento científico en la dirección de servicios médicos del seguro obligatorio.[cita requerida]
En 1944 vuelve a Coquimbo al hospital San Pablo para luego seguir una carrera política como regidor los años 1947 a 1956 por el Partido Socialista.
Tomas Peña fallece el año 1987 en la ciudad de Santiago. En homenaje a su trayectoria una de las calles de la ciudad puerto de Coquimbo lleva su nombre.[cita requerida]